# Kazimir Tarman
Kazimir Tarman, slovenski zoolog in ekolog, * 4. marec 1930, Maribor.
Študiral je biologijo na ljubljanski Filozofski fakulteti, kjer je leta 1953 diplomiral in postal asistent na takratni Prirodoslovno matematični fakulteti. Ob koncu študija se je pričel ukvarjati s pajki, a se je na predlog prof. Hadžija preusmeril na pršice, predvsem njihovo taksonomijo in morfologijo. Za diplomsko delo z naslovom Oribatidna favna ljubljanske okolice je leta 1954 prejel študentsko Prešernovo nagrado. V času doktorskega študija se je strokovno izpopolnjeval na Univerzi na Dunaju, v Kielu, na inštitutu za morsko biologijo Družbe Maxa Plancka v Wilhelmshavnu (Nemčija) in kot Unescov štipendist na Rothamsted Experimental Station (Harpenden, Anglija). Doktoriral je leta 1959 z disertacijo z naslovom Trihobotrialni organ akarin.
Naslednje leto je postal docent in je do leta 1975 napredoval do rednega profesorja na Oddelka za biologijo Biotehniške fakultete v Ljubljani, kjer je predaval ekologijo živali in biologijo morja. Občasno je predaval tudi na Medicinski fakulteti v Ljubljani in Prirodoslovno-matematični fakulteti v Zagrebu. Deloval je tudi v več strokovnih organizacijah in se s svojimi referati udeleževal različnih mednarodnih konferenc.
Znanstveno se ukvarja z ekologijo, taksonomijo in biogeografijo nevretenčarjev, predvsem talnih (edafskih). Znan je tudi kot popularizator ekologije in pisec učbenikov ekologije ter poljudnoznanstvenih del za širšo publiko. Njegov učbenik Osnove ekologije in ekologija živali iz leta 1992 je prvi slovenski visokošolski učbenik ekologije. Nekaj del tujih avtorjev je tudi prevedel. Leta 1975 je za poljudno delo Zakaj, zato v ekologiji prejel Levstikovo nagrado. V letih 1989-1995 je bil predsednik, 2001 pa je bil imenovan za častnega člana Prirodoslovnega društva Slovenije. Za prispevek k razvoju biologije in ekologije v Sloveniji je bil 25. 10. 2010 proglašen tudi za častnega člana Nacionalnega inštituta za biologijo.

## Dela

### Monografije
Kot avtor ali soavtor je sodeloval pri naslednjih monografijah:
- (1964) Človek in narava (COBISS)
- (1965) Živi svet prsti (COBISS)
- (1975) Zakaj, zato v ekologiji (COBISS)
- (1977) Ekologija (srednješolski učbenik) (COBISS)
- (1982 - 1995) Biologija: višje ravni organizacije - ekosistemi - 1. do 10. izdaja (srednješolski učbenik)
- (1985 - 1995) Biologija I - 5. do 13. izdaja (srednješolski učbenik)
- (1992) Osnove ekologije in ekologija živali (COBISS)
- (1997 - 2001) Biologija. 6, ekologija - 1. in 2. izdaja (srednješolski učbenik)
- (1997) Biotska raznolikost gozdnate krajine: z osnovami ekologije in delovanja ekosistema (COBISS)
- (1999) Ekologija: učbenik za strokovne in tehniške gimnazije (srednješolski učbenik)
- (2002 - 2008) Biologija: učbenik za splošne gimnazije. Ekologija - 2. popr. izdaja, 3. do 9. natis (srednješolski učbenik)
- (2005 - 2009) Ekologija: učbenik za strokovne in tehniške gimnazije - 1. izdaja, 1. do 5. natis (srednješolski učbenik)